# Campo di concentramento di Hinzert

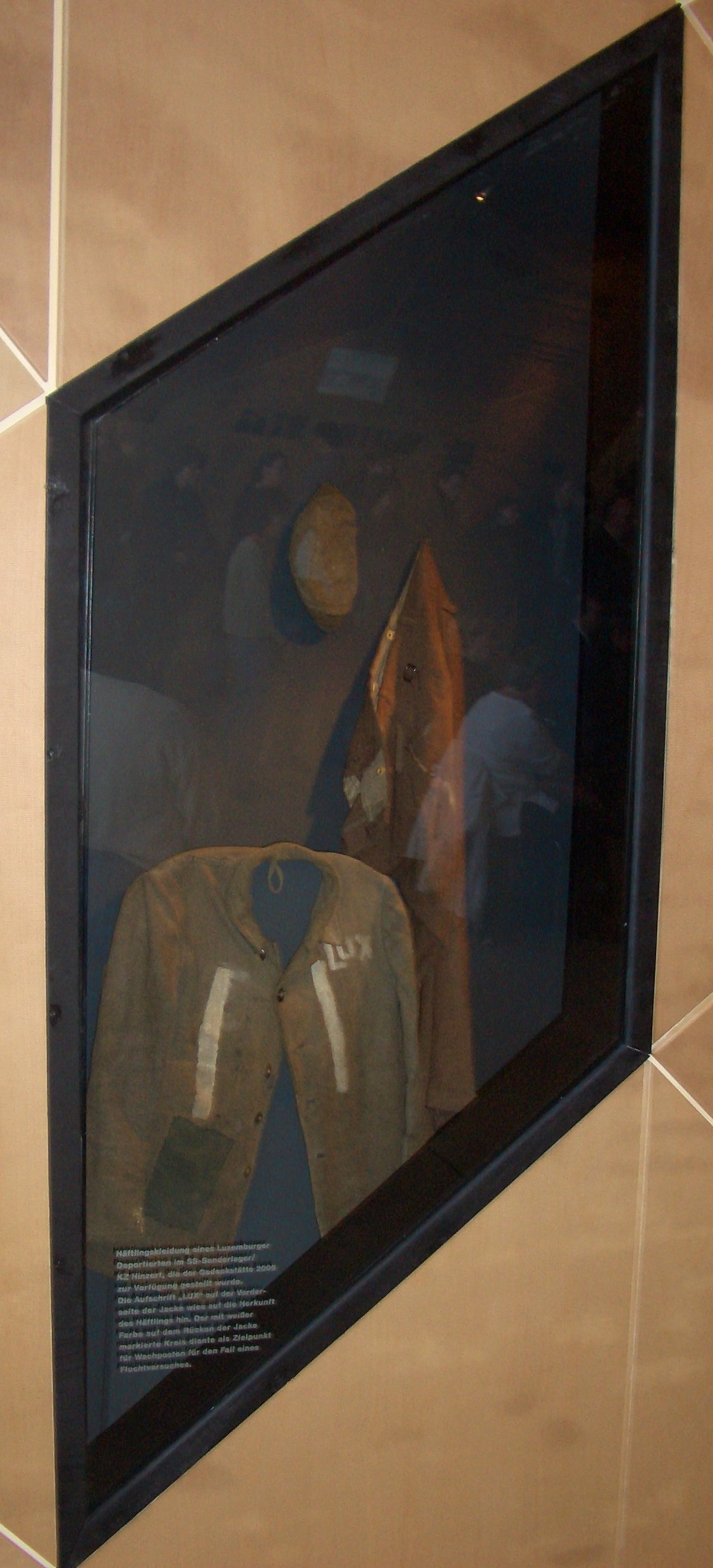
Un'immagine dal memoriale

Il campo di concentramento di Hinzert (anche SS-Sonderlager Hinzert, o Konzentrationslager Hinzert) era un lager nazista, sito nei pressi della cittadina di Hinzert-Pölert, a breve distanza da Treviri, in un territorio oggi appartenente all'Alto Renania-Palatinato (Germania), a trenta chilometri di distanza dal confine con Lussemburgo.
Funzionò essenzialmente come campo di raggruppamento di prigionieri politici, e dal luglio 1940 vi furono recluse circa 13.600 persone di età compresa fra i 13 e gli 80 anni. Molte di loro vennero poi trasferite in altri campi di concentramento maggiori, dove sarebbero state uccise. Un minimo di trecento di prigionieri fu giustiziato all'interno del campo stesso. Chiuso nel marzo 1945, Hinzert è stato amministrato, gestito e vigilato dalle Schutzstaffel. Secondo la testimonianza dei sopravvissuti, molte brutalità furono compiute al suo interno.

## Storia del campo
Il campo di Hinzert fu aperto nel 1938 per ospitare i lavoratori addetti alla costruzione della Linea Sigfrido. Distrutto da un incendio il 16 agosto 1939, fu ricostruito nell'ottobre dello stesso anno e adibito a campo di rieducazione di polizia per i lavoratori cosiddetti "antisociali". Il 1º luglio 1940 il campo venne affidato alla giurisdizione dell'Ispettorato per i campi di concentramento. Il 7 febbraio 1942 ne assunse il comando l'ufficio centrale delle SS-Wirtschafts-Verwaltungshauptamt (WVHA).

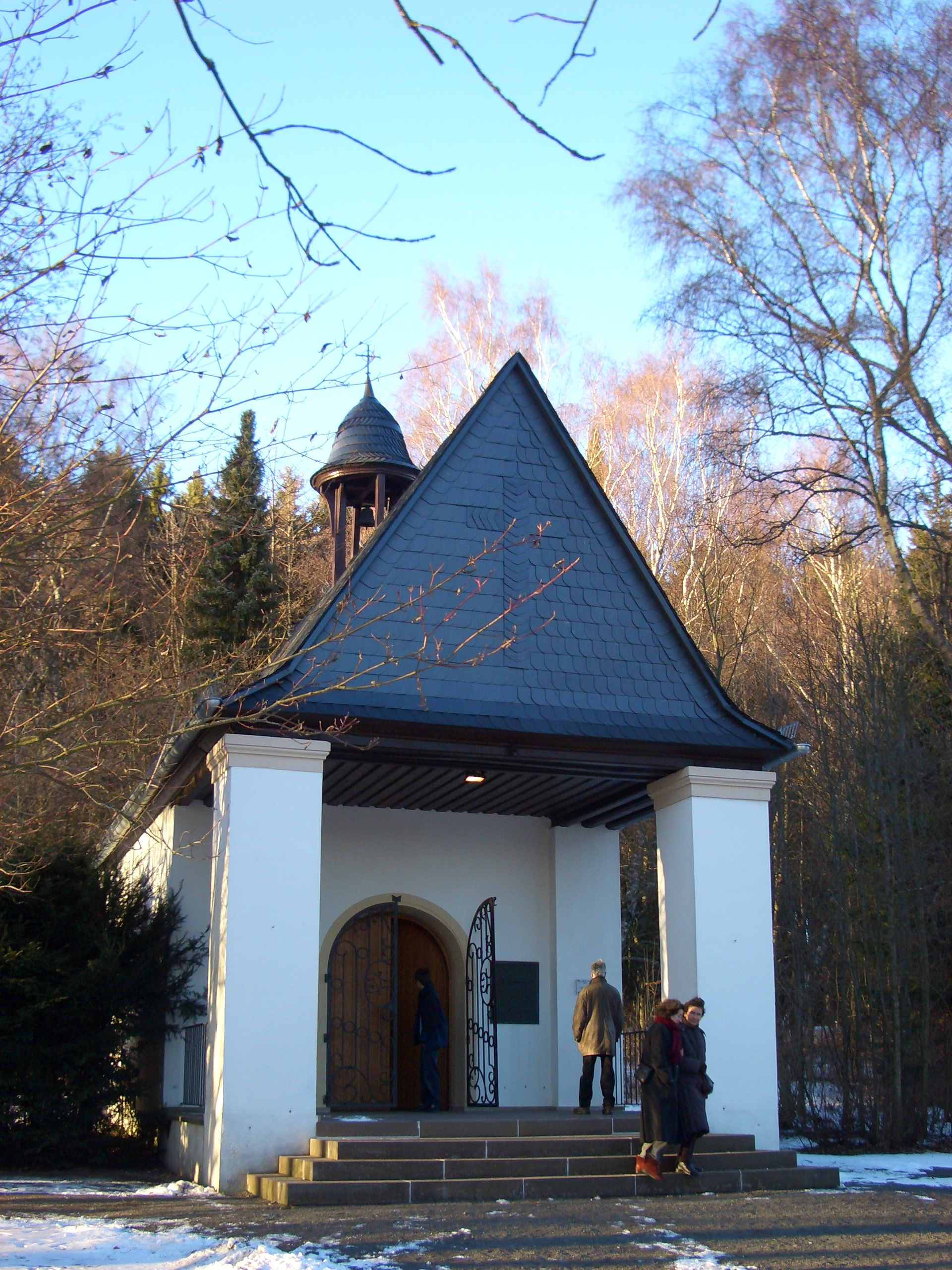
La Friedhofskapelle

Dal 1942 al 1945 il campo fu utilizzato anche dalla Gestapo per l'area di Lussemburgo e Treviri. Dopo aver usufruito di una sostanziale autonomia durata fino al 21 novembre 1944, Hinzert passò sotto il controllo amministrativo del campo di concentramento di Buchenwald. Parzialmente distrutto da un raid aereo il 22 febbraio 1945, restò tuttavia operativo ancora per qualche settimana, quando la maggior parte dei prigionieri sopravvissuti vennero trasferiti a Buchenwald.

## Comandanti
Nell'ottobre 1939 Hermann Pister assunse il comando del campo, di cui rimase responsabile fino al dicembre 1941, quando fu rilevato da Egon Zill. Quando questi fu trasferito nell'aprile 1942 al campo di concentramento di Natzweiler-Struthof, in Alsazia, gli subentrò il terzo e ultimo comandante di Hinzert, Paul Sporrenberg.

## Prigionieri

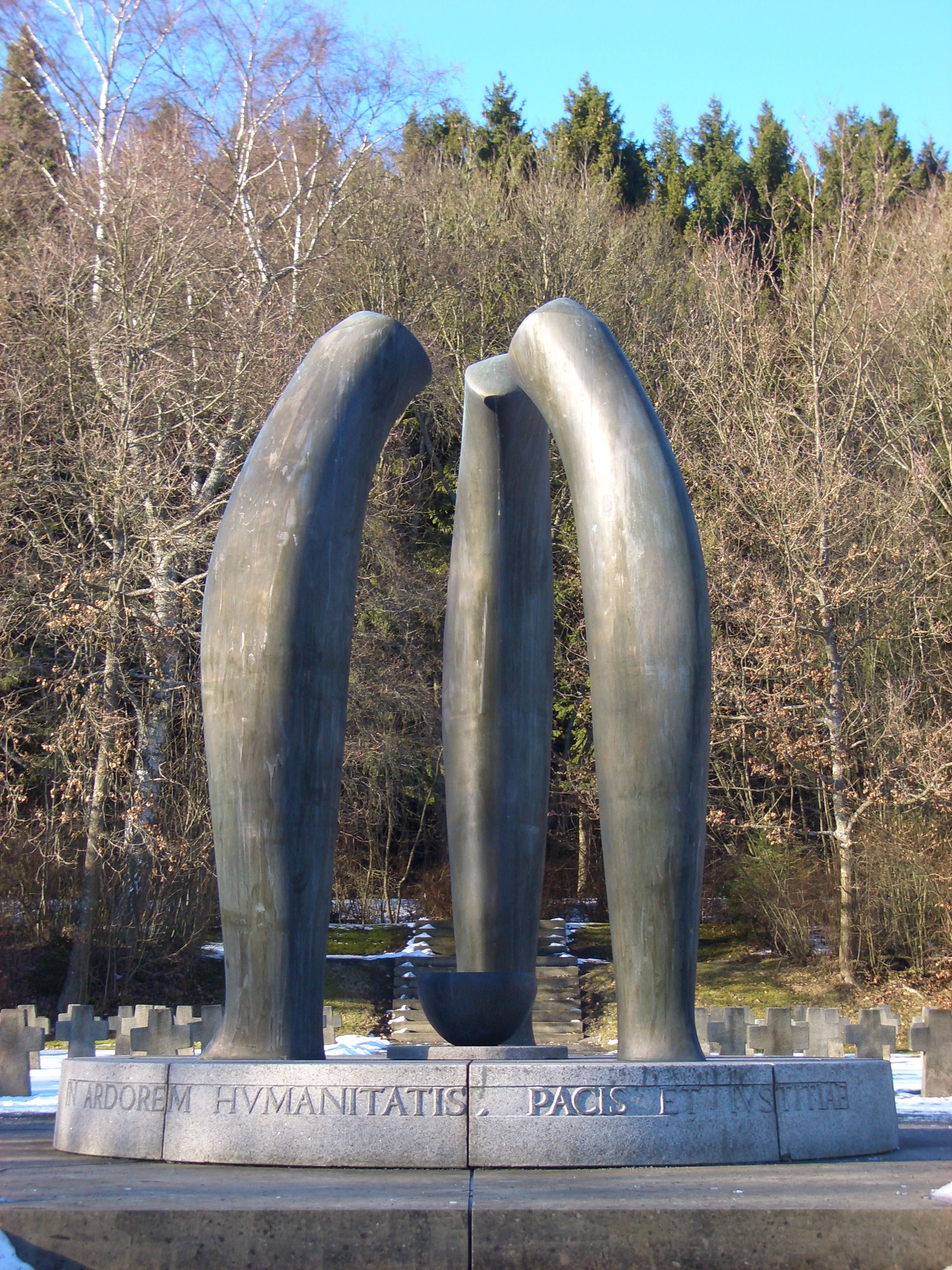
Denkmal: l'iscrizione in lingua latina recita In ardorem humanitatis, pacis et iustitiae

Stime riferiscono di 13.600 prigionieri transitati attraverso Hinzert. I primi furono lavoratori tedeschi sostanzialmente accusati di avversare il nazismo e le sue politiche. Subito dopo, vi vennero internati lavoratori forzati deportati dai paesi occupati. Dall'inizio del 1941 cominciarono ad affluirvi prigionieri politici specialmente dal Lussemburgo e dalla Francia. Altri lavoratori forzati furono trasferiti a Hinzert dalle zone occupate di Polonia e Unione Sovietica. A partire dal 7 dicembre 1941, con l'adozione della direttiva Nacht und Nebel (Notte e nebbia), diversi prigionieri NN transitarono da Hinzert: sarebbero scomparsi una volta giunti in campi di concentramento di maggiori dimensioni.

## Crimini
Sebbene la gran parte dei prigionieri internati a Hinzert fosse stata trasferita in altri campi, molti furono coloro che vi restarono fino alla definitiva liberazione. Numerosi sono stati gli episodi di tortura e le uccisioni compiute nel campo. Secondo gli atti dei processi, le guardie SS torturarono e giustiziarono prigionieri per via diretta oppure lasciandoli morire per denutrimento e inedia.
Vittime principali di questi episodi furono prigionieri sovietici (cui furono iniettate dosi letali di una sostanza a base di cianuro e i cui corpi vennero bruciati nella vicina foresta), giovani lussemburghesi renitenti all'arruolamento coatto nella Wehrmacht (arrestati dalla Gestapo, vennero condannati a morte e fucilati tra il 2 e il 5 settembre 1942, e i loro corpi ugualmente bruciati). Di trecentocinquanta resistenti del Lussemburgo arrestati, cinquanta ebbero una condanna a morte.

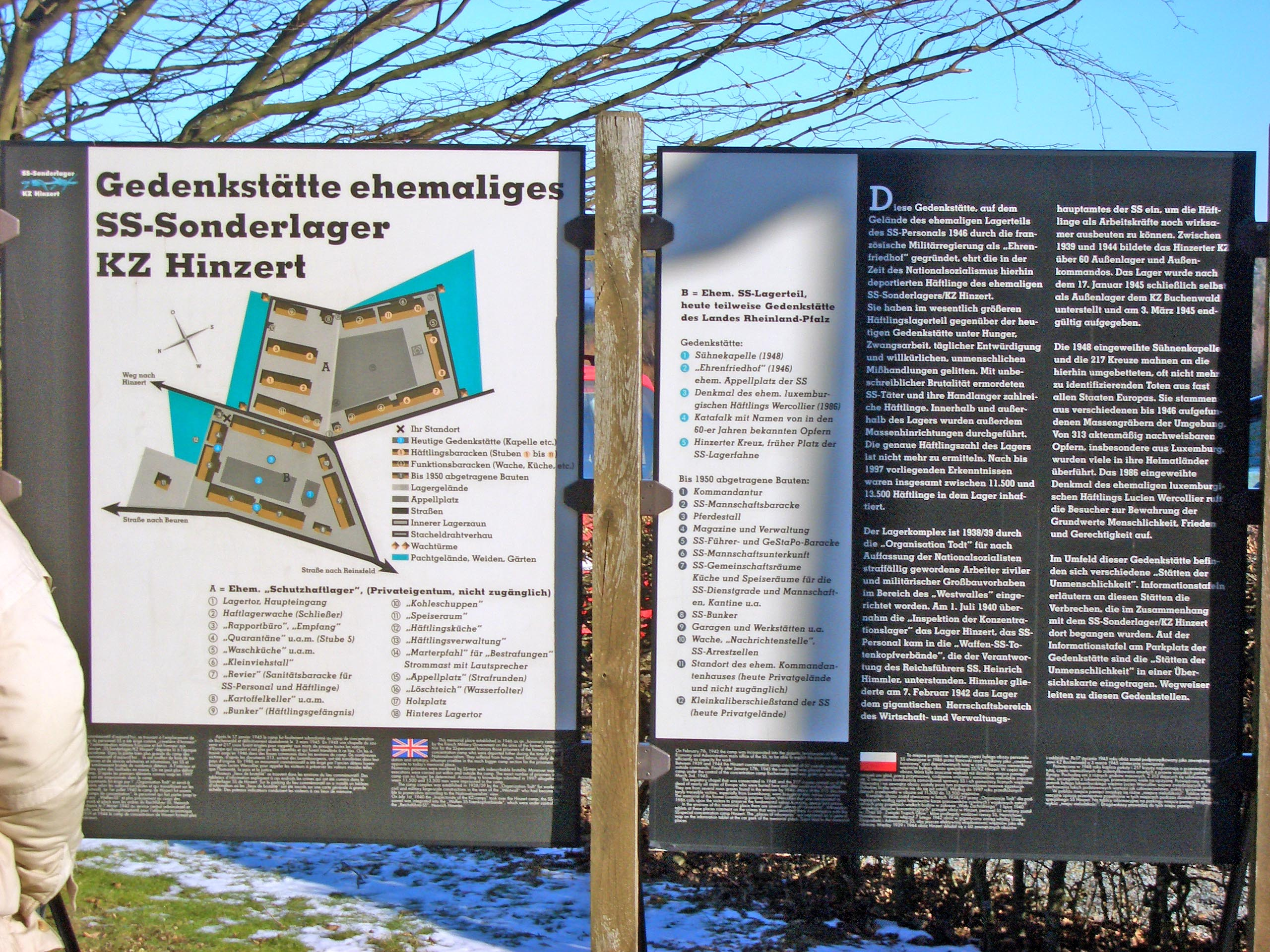
Mappa del campo

L'esatto numero di vittime ad Hinzert rimane sconosciuto. Il Consiglio Nazionale della Resistenza del Lussemburgo (Conseil National de la Résistance) ha confermato un minimo di trecentoventuno morti, anche se non tutti i resti di tali vittime sono stati ritrovati. Il 9 marzo 1945, con l'avvenuta liberazione da parte delle forze alleate, molte delle salme delle vittime lussemburghesi furono recuperate e inviate ai paesi di origine. Alcune, rinvenute ancora intatte, vennero allineate, per essere onorate, nella Place d'Armes nel centro della città del Lussemburgo, prima di essere cremate nel cimitero di Notre-Dame.

## Memoriale
Il 10 dicembre 2005 un memorial è stato aperto nel luogo dove sorse il campo di concentramento di Hinzert. Disegnato dallo studio di architettura Wandel Hoefer Lorch & Hirsch, è costituito da un moderno edificio in acciaio: comprende una mostra permanente con fotografie e note esplicative sulla vista nel campo.

### Il centro di documentazione

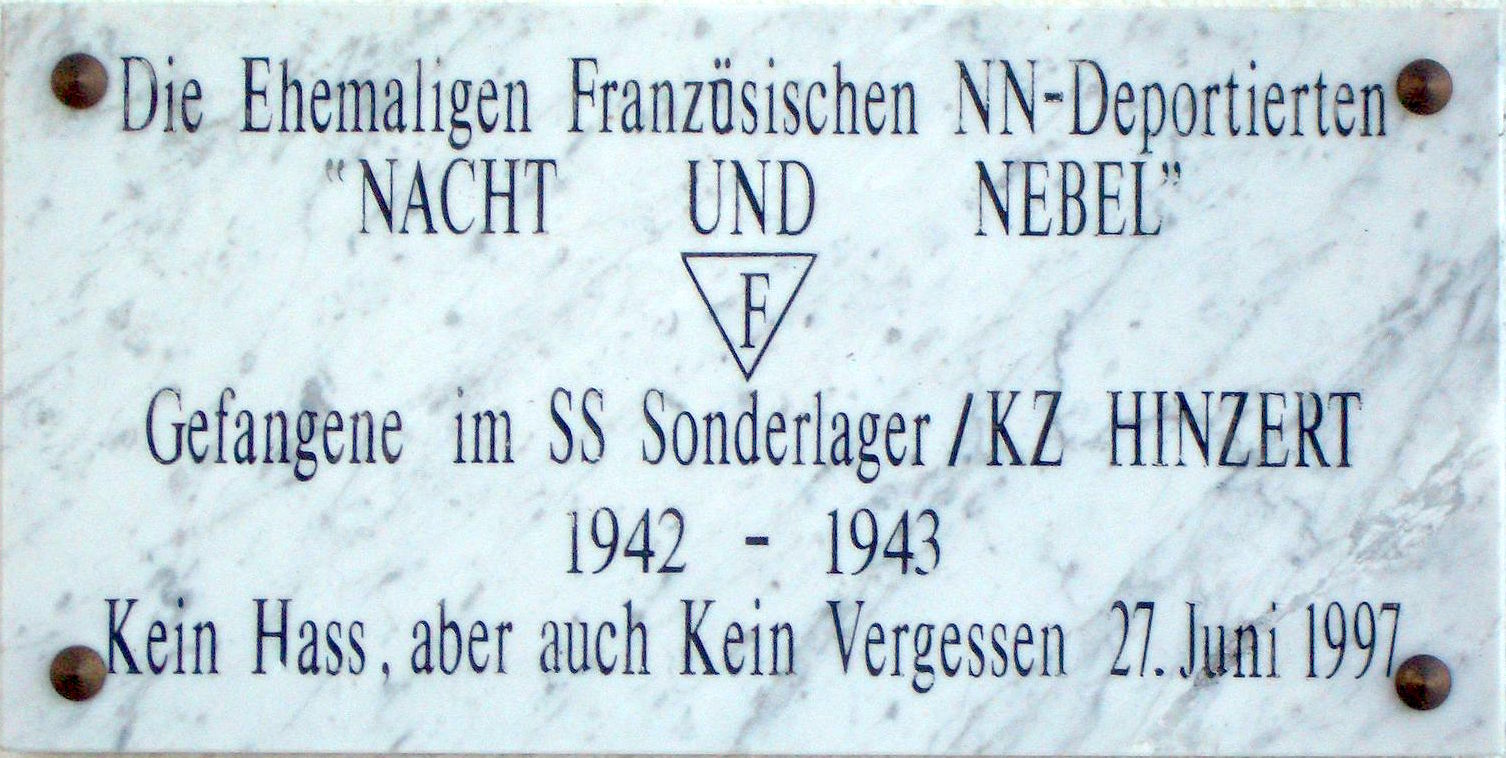
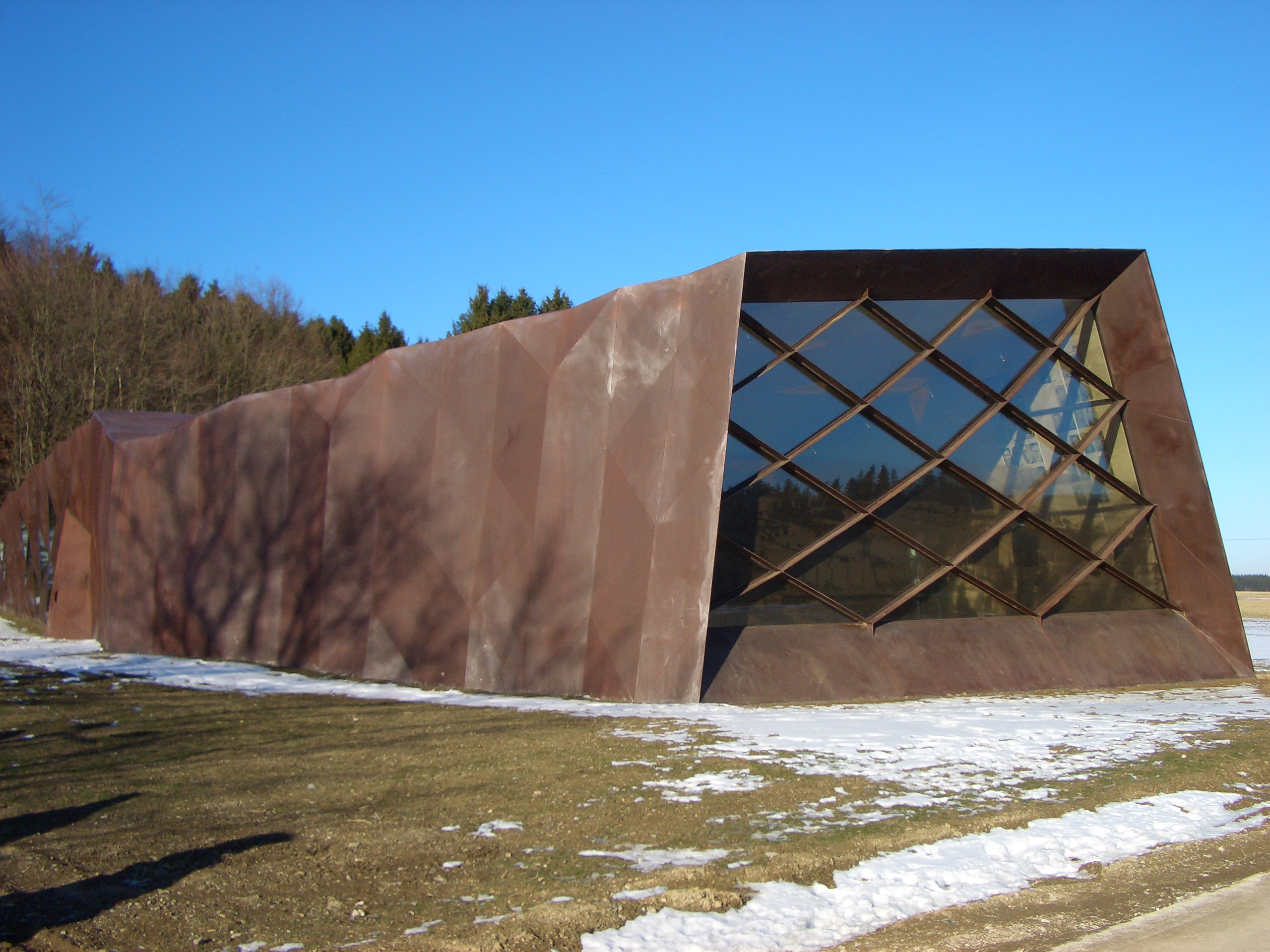
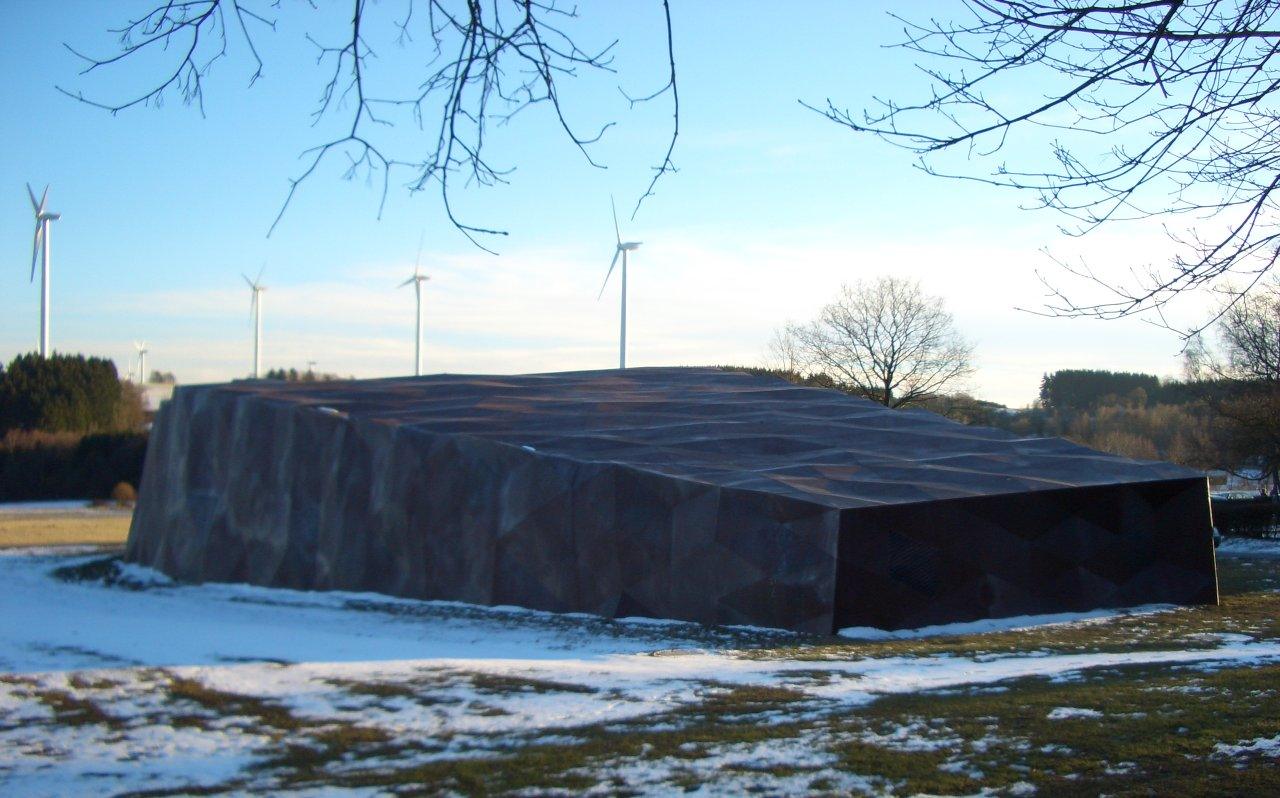
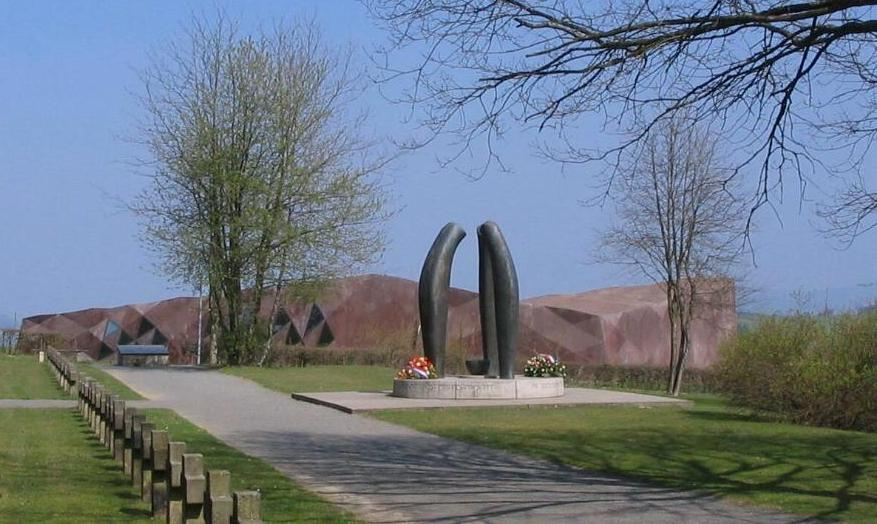